# サッポロ飲料

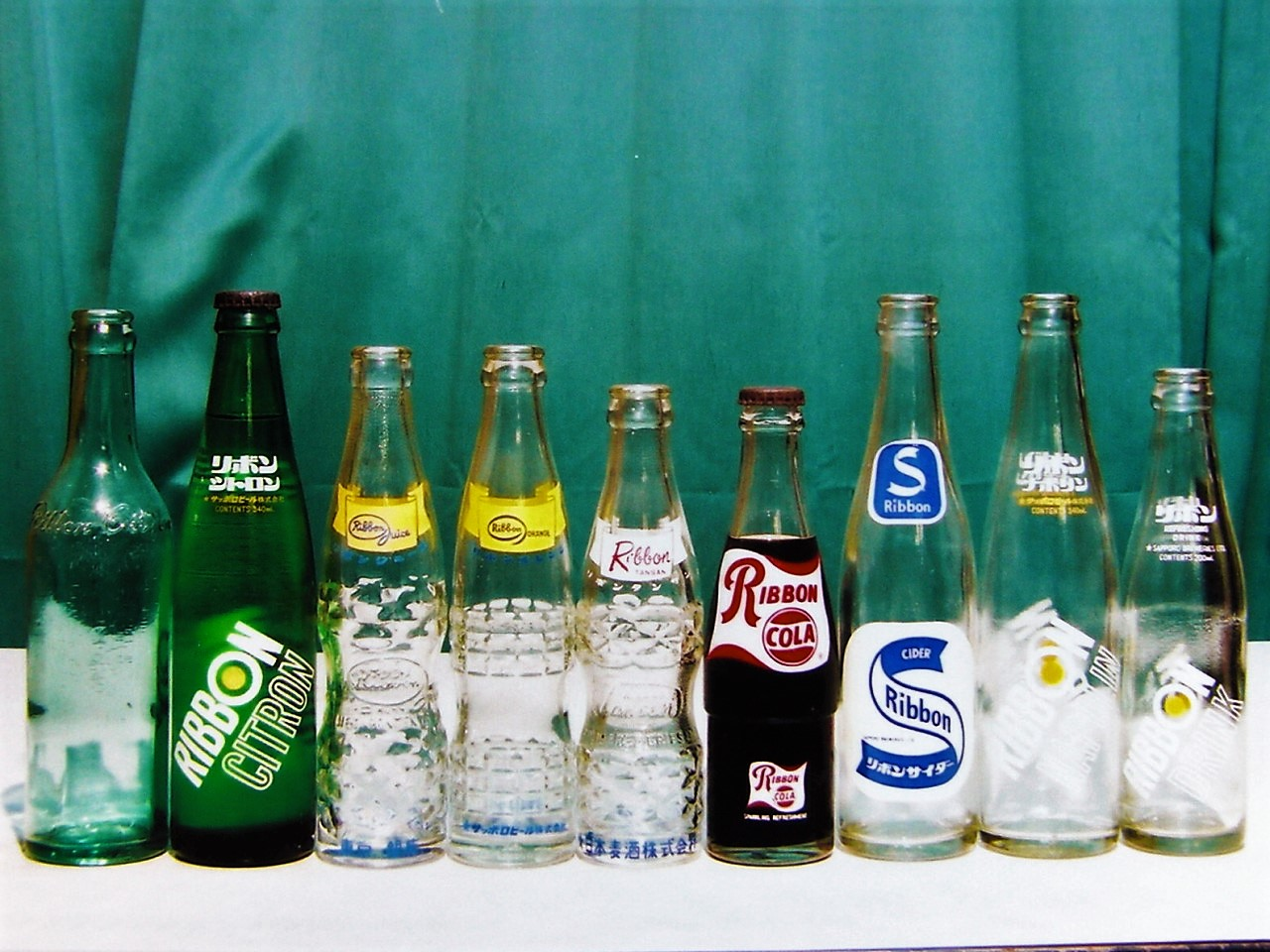
サッポロ飲料(日本麦酒・サッポロビールを含む)関連商品のリターナブル瓶
左から
1：リボンシトロン(1950年代)
2：リボンシトロン(1970年代 初のACL印刷瓶)
3：リボンジュース(1950年代)
4：リボンオレンジ(1980年代)
5：リボンタンサン(1950年代)
6：リボンコーラ(1961年 発売当初の瓶)
7：リボンサイダー(1967年 発売当初の瓶)
8：リボンナポリン(1970年代)
9：リボンドリンク(1970年代)

サッポロ飲料株式会社（サッポロいんりょう、英: Sapporo Beverage Co., Ltd.）は、かつて存在した日本の清涼飲料メーカーである。
東京都渋谷区に本拠を置き、サッポロホールディングス傘下であった。
2013年1月1日に、同じサッポロホールディングス傘下であった飲料・食品メーカーの「ポッカコーポレーション」と統合され、新会社「ポッカサッポロフード&ビバレッジ」が発足した。

## 概説
1957年（昭和32年）創業。2004年（平成16年）に現社名となる。
代表格「がぶ飲み」シリーズや、老舗ブランド「リボンシトロン」「不二家ネクター」など、ニッチ路線の商品で知られる。他のビール系の飲料メーカーに比べると市場シェアは低いものの、サッポロHD発祥の地である北海道では最も高いシェアを持ち、古くからある炭酸飲料「リボンナポリン」は北海道限定の商品として販売されている。

### ポッカとの合併
サッポロHDがポッカコーポレーションを子会社化（現在は法令上の子会社扱いとなる割合までは株保有していない）し経営統合する方針を発表したため、実施された場合は子会社整理で会社消滅→ポッカへの統合（または逆）の可能性が浮上している。サッポロHDはポッカ子会社化の目的として、「ソフトドリンク分野の強化」「自販機チャネルの資産獲得」を挙げている。
その後2011年（平成23年）11月29日には、サッポロHDより、傘下のサッポロ飲料とポッカの両社を2013年（平成25年）1月をめどに統合し、飲料・食品事業の新会社「ポッカサッポロフード&ビバレッジ株式会社（以下ポッカサッポロ）」を設立する予定である、との発表があった。そして翌2012年（平成24年）11月7日、2013年（平成25年）1月1日付での統合がサッポロHDより正式に発表された。サッポロHDがポッカコーポレーションと同住所に2012年3月設立した統合準備会社のポッカサッポロが、2013年1月1日付でポッカコーポレーションおよびサッポロ飲料を吸収合併した。

## 企業沿革
- 1957年（昭和32年）1月 - サッポロビールとアメリカ合衆国のジンジャーエールメーカー・カナダドライの共同出資による合弁会社「国際飲料株式会社」として発足。
- 1973年（昭和48年）4月 - カナダドライの資本提携を解消し、サッポロビール全額出資とするとともに、「東京リボン飲料株式会社」に商号（社名）変更。
- 1975年（昭和50年）1月 - 北海道の販売子会社「サッポロリボン飲料株式会社」を設立。
- 1985年（昭和60年）6月 - 東京リボン飲料が、サッポロリボン飲料を合併し「サッポロビール飲料株式会社」に商号変更。
- 1993年（平成5年）8月 - サッポロビール飲料が、「サッポロソフトドリンクス株式会社」を合併。
- 1997年（平成9年）1月 - サッポロビール飲料が、サッポロビールの飲料営業部門を統合。
- 1998年（平成10年）11月 - 不二家の飲料部門と業務提携（不二家ブランドの飲料水をサッポロビール飲料が委託販売する）。
- 2003年（平成15年）7月 - サッポロホールディングス（持株会社）を核とするサッポロビールグループの会社再編により、清涼飲料水事業全般の機能を持つ事業会社となる。
- 2004年（平成16年）1月 - サッポロビール飲料が、「サッポロ飲料株式会社」に商号変更。
- 2011年（平成23年）11月 - サッポロホールディングスが、傘下のサッポロ飲料とポッカコーポレーションの両社を2013年1月をめどに統合し、飲料・食品事業の新会社「ポッカサッポロフード&ビバレッジ株式会社」を設立する予定と発表。
- 2013年（平成25年）1月 - ポッカサッポロフード&ビバレッジ株式会社（統合準備会社として2012年3月設立）に吸収合併され解散。

## 主要商品
☆印:ポッカサッポロフード&ビバレッジにて継続販売されている製品。

★印:旧ポッカコーポレーションに類似製品があるために統合時に販売終了となった製品。

### 果汁飲料
- サンピュアー
  - リボンシリーズ
    - リボンオレンジ
    - リボンアップル
    - 純水きりっとオレンジ☆
2014年4月に「やさしいフルーツ オレンジ」に改称。
    - 純水すっきりりんご☆
2014年4月に「やさしいフルーツ りんご」に改称。
    - 純水あっさりグレープフルーツ☆
2014年4月に「やさしいフルーツ グレープフルーツ」に改称。
- オーシャンスプレー クランベリー☆
  - 果実の贅沢☆

### ミネラルウォーター
- サッポロバナジウムウォーター☆
バナジウムを100μg含有するナチュラルミネラルウォーター。「pokka sapporo」ロゴ・現社名品へ仕様変更時に「バナジウムウォーター」となる。
  - 日本名山の天然水☆
- GEROLSTEINER（ゲロルシュタイナー）☆
ドイツ産。天然炭酸ガスを含有する高硬度のナチュラルミネラルウォーター。

### 機能性飲料
- イオンチャージウォーター
ハイポトニックタイプのスポーツドリンクである。

### 健康飲料
- 完食野菜
野菜の栄養をまるごと摂取できる健康飲料

### 炭酸飲料
- リボンシリーズ
  - リボンシトロン☆
  - リボンナポリン☆（北海道限定販売）
  - リボンサイダー
- がぶ飲みシリーズ
  - フルーツミルク☆
  - グレープスカッシュ
  - メロンソーダ☆

### コーヒー飲料
- がぶ飲みミルクコーヒー☆
「がぶ飲み」シリーズの先駆けとなった商品。いつもここから、スピードワゴンがCMに起用された。
- 生粋（きっすい）★
北海道限定でブギウギ専務の上杉周大がCMに起用され、CM楽曲も作成した。好評を得て全国販売となったが、旧ポッカコーポレーションから発売されていた「ポッカコーヒー」へ機能統合のため、合併時に廃止された。
- サッポロ BLACK無糖コーヒー
280mlボトル缶のみの商品で北海道を除く全国で発売された。統合に伴って一旦販売を終了したが、2013年3月にポッカサッポロが従来の「サッポロBLACK無糖」とほぼ同一仕様の「深煎りブラック」を発売。2014年4月に「味わいブレンド微糖」と統合した新ブランド「リアルドリップ」に組み込まれ「リアルドリップ 無糖ブラック」となる。
- JACK
「生粋」登場前は、同社の主力缶コーヒーだった。現在は、絶版。

### 栄養機能飲料
- 梅で元気☆
  - ホップ研究所
（ホップポリフェノールに着目した機能飲料）

### 茶飲料
- 恵比寿茶房 玉露入りお茶☆
一時期福山雅治や滝沢秀明がCMキャラクターになった。合併後、旧ポッカコーポレーションが発売していた「静岡茶」の代替も担う形で旧社名ロゴ・旧社名仕様のままポッカサッポロへ継承。2013年3月に5年ぶりの全面リニューアルを行うとともに、「恵比寿茶房」のブランドを廃止して商品名を「玉露入りお茶」に戻した。
- 武夷山烏龍茶
（マツモトキヨシへOEM供給の物もある。）
- Snappleブランドの紅茶飲料★
紅茶飲料は「カフェ・ド・クリエ」（同名のカフェを運営しているポッカクリエイトとの共同開発製品）など旧・ポッカコーポレーションが発売していた製品に継承のため統合時に廃止。

### 不二家製清涼飲料
- 不二家が独自販売していた物を、1998年（平成10年）より製造委託を受けて販売している。不二家本体側の衛生管理不祥事のあおりで2007年（平成19年）2月より不二家ブランド製品の販売を休止していたが、同年3月19日不二家の再生宣言を受けて販売も再開された。ポッカサッポロとなった現在も委託販売を継続している。
  - うふふピーチ
  - 不二家ネクター☆
  - レモンスカッシュ☆

## その他
- 1957年（昭和32年）から1973年（昭和48年）までサッポロビールの川口工場でカナダドライ・ジンジャーエールをライセンス生産していたことがある。
- 1998年（平成10年）より不二家飲料部門の販売はサッポロ飲料が行っている。
- 現在販売されている製品は全て生産委託されている。一部商品は、グループ会社であるポッカコーポレーションの名古屋工場（製造所固有記号:PLN）で生産されているが、それ以外の商品はパッカーと呼ばれる受託生産を行う飲料会社によって生産されている。
- フランス製ミネラルウォーター・ヴァットヴィレール(fr:Wattwiller)およびドイツ製ミネラルウォーター・ゲロルシュタイナーの輸入販売も行っている。
- エスエス製薬の医薬部外品ドリンク剤・エスカップの自販機販売を行っていた。
- かつて発売していた茶飲料「○福茶」（まるふくちゃ）のCMで「チェッコリ」が話題になった。
- セガから発売されたドリームキャスト用ソフト「シェンムーII」において、ゲーム中に登場する自販機及び飲料のタイアップが行われた（ゲーム内で「玉露入りお茶」、「がぶ飲みミルクコーヒー」、「JACK」が販売されていた）。
- リボンシトロンの北海道販売分は、時期によっては北海道日本ハムファイターズ（サッポロ飲料も出資）のオリジナルラベルが貼られている（リボンナポリンも同様）。
- 2003年（平成15年）の経営統合後も一世代前のロゴ「ギャラクシー」（円の意匠、ゴシック体、S★PPORO）を使用していたが、2004年（平成16年）の社名変更にともない、サッポログループ共通のロゴ「サッポロ　シャイニングスター」（星印の意匠、ローマン体、SAPPORO）に統一した。
- 日本牛乳野菜と共同研究を行っており、新商品を開発している。
- 2010年（平成22年）不二家のネクターとサッポロビールのカクテルをコラボレートした「ネクターサワー」（酒類）を発売した。

## 提供していた番組
- のりスタMax（テレビ東京系）この番組のみ旧サッポロ飲料提供番組で唯一ポッカサッポロに引き継がれた（それ以外はポッカコーポレーションから引き継がれたもの）。番組内でリボンちゃんのショートアニメを放送している最中であった。
- 金曜ロードショー（日本テレビ系）※提供クレジットは親会社のサッポロビールだが、子会社である当社のCMも流された。
- ちびっこスター誕生!（同上）こちらも提供クレジットは同じだが、CMは非アルコール系製品（通称・リボンシリーズ）に限定。
- めざましテレビ（フジテレビ）2004年頃まで6時台後半の関東ローカルスポンサーだった。

サッポロビール特別協賛番組『新春スポーツスペシャル箱根駅伝』（日本テレビ系・毎年1月放送）で、稀に同社のソフトドリンクのCMが放映されたことがある。